# Російський дятел
«Російський дятел» (англ. The Russian Woodpecker) — американсько-британсько-український документальний фільм 2015 року, написаний, спродюсований і знятий Чадом Грасією, в якому Федором Александровичем розслідується Чорнобильська катастрофа. Це режисерський дебют Грасії. Прем'єра стрічки відбулася 24 січня 2015 року у конкурсі «Закордонне документальне кіно» на кінофестивалі «Санденс»-2015, де вона здобула Гран-прі за найкращий закордонний документальний фільм.
Назва «Російський дятел» пов'язана з відомим радіосигналом, який транслювався Радянським Союзом на Захід у 1970-ті роки.

## Сюжет
Фільм зосереджується на викритті Федором Александровичем справжніх причин Чорнобильської ядерної катастрофи в Україні. У фільмі надаються аргументовані непрямі свідчення причетності радянських високопосадовців до спланованого вибуху на АЕС задля їх прикриття з приводу непрацюючого надвисоковартісного Загоризонтного радіолокаційного об'єкту «Дуга», відомого на Заході як «Російський дятел», напередодні прибуття комісії для проведення відповідного розслідування . Головною зацікавленою особою у підриві Чорнибильської АЕС називається покійний екс-міністр зв'язку СРСР Василь Шамшин. У фільмі, в інтерв'ю художнику Федору Олександровичу інформацію про високу імовірність спланованого підриву Чорнобилю офіційно підверджують керівник експертної комісії з розслідування Чорнобильської катастрофи при Ген-прокуратурі СРСР Володимир Комаров та голова української комісії з розслідування Чорнобильської катастрофи Тетяна Усатенко. Георгій Копчинський, що звинувачується у реалізації плану вибуху, відкидає усі закиди. Після візиту до Федора Олександровича полковника ГРУ РФ з твердженнями про відсутність дзвінка з Москви Копчинському, що остаточно переконує його у протилежному,  художник припиняє розслідування та скасовує заплановану подорож до Москви, побоюючись за життя сім`ї та сина.

## Виробництво
За словами режисера фільму Чада Ґрасія, оператор Артем Рижиков був поранений пострілами снайперів під час знімання на Євромайдані, а його обладнання було знищене. Після цього Ґрасія на краудфандинговій платформі Indiegogo зібрав кошти на його лікування та закупівлю нового обладнання.

## Просування
Трейлер фільму виклали в мережу 20 січня 2015 року.

## Показ
Фільм показали на багатьох міжнародних кінофестивалях. В Україні його показали на фестивалі кіно і урбаністики «86» у Славутичі 1 травня 2015 року.

## Критика

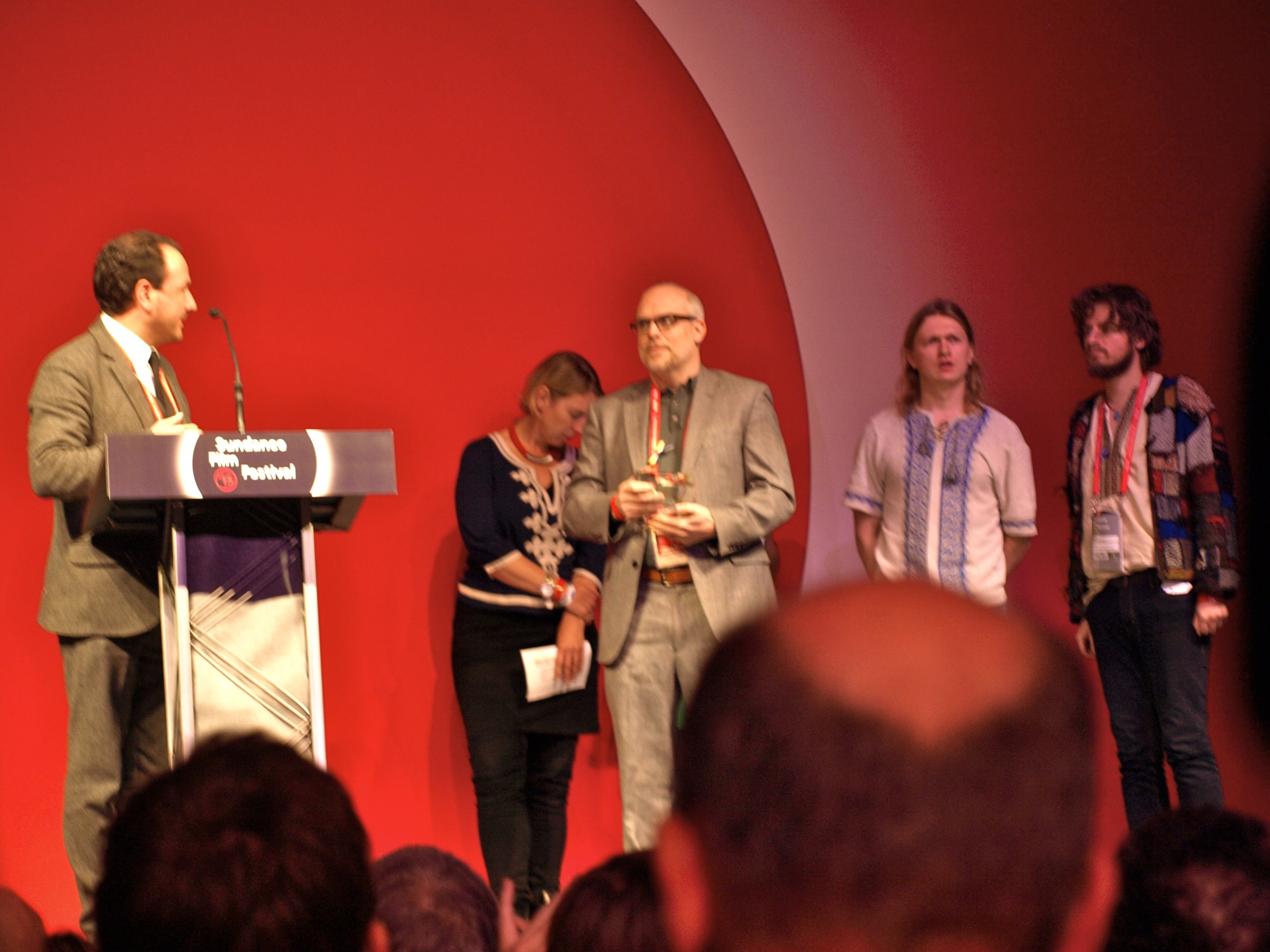
(Зліва направо) Продюсер Майк Лернер, режисер Чад Грасія, оператор Артем Рижиков і Федір Александрович на кінофестивалі «Санденс»-2015.

Критики зустріли фільм позитивно. Чарлі Філіпс із The Guardian дав фільму чотири зірки з п'яти і написав: «„Російський дятел“ нагадує, що в Україні все ще йде війна. Незалежно від того, має рацію Федір чи ні щодо того, що сталося в Чорнобилі в минулому, ми повинні дослухатися до його складних і химерних попереджень про майбутнє». Денніс Гарві із Variety написав позитивний відгук, в якому сказано: «Не було ще фільму про ядерну катастрофу з таким милим героєм, як Федір Александрович, – молодим кошлатим мультимедійним українським художником. Зі своїм запалом і широко розкритими очима він немов святий дурень, Ідіот Достоєвського, який потрапив у сучасне життя. І оператор Андрій Рижиков поділяє його візіонерство». Дрю Тейлор із The Playlist

## Нагороди
| Список нагород               | Список нагород                             | Список нагород | Список нагород |
| Премія / Кінофестиваль       | Категорія                                  | Одержувач(и)   | Результат      |
| ---------------------------- | ------------------------------------------ | -------------- | -------------- |
| 31-й кінофестиваль «Санденс» | Гран-прі («Закордонне документальне кіно») | Чад Грасія     | Перемога       |